# Emilio di Benevento
Emilio o Emiliano (IV secolo – V secolo) è stato un vescovo italiano di Benevento. Alcuni testi letterari del Seicento lo indicano come santo.

## Fonti letterarie
Sono tre le fonti letterarie che riportano informazioni sulla vita del vescovo Emilio di Benevento:
1. il capitolo IV del Dialogo sulla vita di Crisostomo di Palladio di Galazia;[1]
2. tre lettere di Giovanni Crisostomo, indicate con i numeri 157-158-159 nell'edizione della Patrologia Graeca;[2]
3. il carme 25 di Paolino di Nola noto come Epithalamium in Julianum.[3]

## Biografia

### DalDialogo sulla vita di Crisostomo
Emilio prese parte alla delegazione, composta da cinque vescovi (tra cui Gaudenzio di Brescia), tre preti e un diacono romano, inviata a Costantinopoli nella primavera del 406 da papa Innocenzo I, su ordine dell'imperatore Onorio. La delegazione aveva il compito di recapitare ad Arcadio una lettera di Onorio che chiedeva al fratello di convocare un concilio ecumenico a Tessalonica per discutere del caso di Giovanni Crisostomo, espulso dalla sua sede di Costantinopoli; i legati inoltre avevano con loro un dossier composto dalle lettere di papa Innocenzo e dei vescovi italiani, e gli atti di un concilio celebrato a Roma, per sostenere la causa del Crisostomo.
Assieme ad alcuni vescovi orientali, che erano giunti a Roma per perorare la causa del Crisostomo, la delegazione giunse ad Atene, ma le fu impedito il viaggio a Tessalonica. Costretti a recarsi a Costantinopoli, la delegazione occidentale venne separata dai vescovi orientali e rinchiusa nel castello di Atyra. Rifiutatisi di consegnare le lettere e il dossier di cui erano latori, i delegati occidentali vennero imbarcati per Lampsaco da dove in una ventina di giorni fecero ritorno in Italia, senza avere alcuna informazione sulle sorti di Giovanni Crisostomo.

### Dalle lettere di Giovanni Crisostomo
Giovanni Crisostomo, pur senza farne esplicitamente il nome, scrisse tre lettere, datate al 406 circa, nelle quali si rivolse a Emilio e agli altri delegati occidentali episcopis, qui ab Occidente venerant. Dopo aver ricordato il loro inutile peregrinare in Oriente, Crisostomo si felicitò con loro per lo zelo della loro fede e li incoraggiò a proseguire gli sforzi in suo favore.

### Dall'Epithalamium in Julianum
Il carme 25 di Paolino di Nola menziona il vescovo Emilio, ma senza indicazione della sede episcopale di appartenenza. Esso venne scritto per il matrimonio della figlia di Paolino, Tizia, con Giuliano, figlio del vescovo Memore, celebrazione che fu benedetta alla presenza di Emilio. Il carme fu composto prima del 408/409, ma non è dato sapere se il matrimonio si celebrò prima o dopo il viaggio di Emilio in Oriente.
Il carme riflette una profonda amicizia tra Emilio e Paolino, il quale lo invita a Nola per il dies natalis di san Felice, il 14 gennaio 407.

## Agiografia
Nelle sue due opere più importanti, la Chronologia episcoporum et archiepiscoporum metropolitanae ecclesiae Beneventanae (1636) e il Catalogus sanctorum Ecclesiae Beneventanae (1635), Mario de Vipera inserisce Emilio tra i santi vescovi di Benevento, con festa liturgica al 12 maggio. Anche Pompeo Sarnelli, nelle sue Memorie cronologiche de' vescovi ed arcivescovi della S. Chiesa di Benevento (1691), ripete le informazioni del De Vipera riconoscendo la santità di Emilio, mentre Ferdinando Ughelli, pur attingendo alla medesima fonte, non assegna al vescovo beneventano la qualifica di "santo".
I Bollandisti, nel terzo volume del mese di maggio degli Acta Sanctorum, riferiscono che di questa presunta santità non esiste traccia nelle fonti liturgiche beneventane; inoltre riportano la citazione di un antico martirologio manoscritto della Biblioteca Vaticana, già appartenuto alla Chiesa di Benevento, dove non si fa alcuna menzione di Emilio tra i santi venerati a Benevento. Infine, nel proprium dei santi di Benevento, fatto pubblicare da papa Benedetto XIII nel 1729, questo santo non esiste.
Balducci conclude che «Emilio fu certamente apprezzato come vescovo di Benevento, ma non sono del pari sicuri né la sua qualifica di santo, né il culto a lui prestato».